# Agaluk
Un agaluk (turc: ağalık) era una unitat feudal de l'Imperi Otomà governada per un agha, o senyor.
A la història de Bòsnia, un agaluk pot referir-se sovint a la terra propietat d'un agha .